# Netherhampton
Netherhampton è un villaggio e una parrocchia civile della contea del Wiltshire che si trova a ovest della città di Salisbury nel Sud Ovest dell'Inghilterra, Regno Unito.

## Geografia

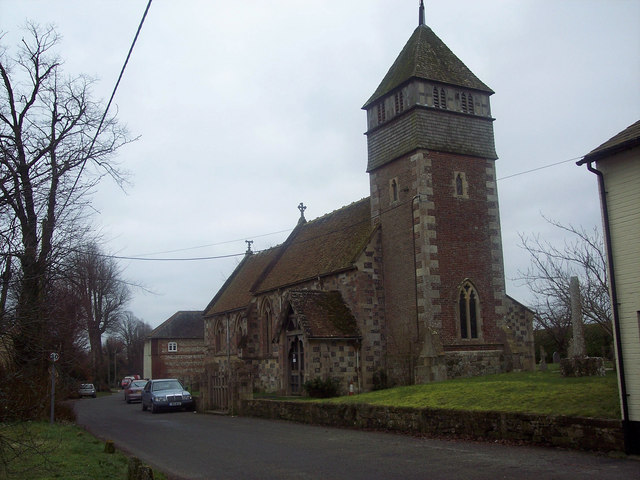
Chiesa di Santa Caterina a Netherhampton

Il villaggio di Netherhampton è molto piccolo e si trova su una strada che in precedenza era la B3094 e collegava il sud-est di Salisbury con Wilton. Il territorio della parrocchia civile è immediatamente a ovest della città di Salisbury. La parte settentrionale della parrocchia ha prati umidi ed è attraversata dal fiume Nadder. A ovest la parrocchia confina con la tenuta di Wilton House. A est c'era l'antica parrocchia di West Harnham, separata da Netherhampton dal percorso di una strada romana. Quando la parrocchia di West Harnham fu abolita nel 1934, i suoi terreni fuori dall'area edificata di Salisbury furono trasferiti a Netherhampton. Nel 1954 il confine urbano fu esteso per portare l'area edificata ampliata a Salisbury. La parte meridionale della parrocchia è caratterizzata da terreni agricoli.

## Storia
Il territorio dell'intero Wiltshire è noto per i suoi tumuli dell'età del bronzo, come quelli del sito di Stonehenge e sulle terre calcaree di Cranborne Chase. I siti simili che esistevano più vicino alla città medievale di Salisbury sono stati scoperti da scavi legati a nuove costruzioni in particolare tra Vistry a Netherhampton Road. Nel 1993 il territorio all'interno della parrocchia, con questi scavi, ha permesso di recuperare oggetti dell'età del bronzo e del ferro, il più grande insieme di oggetti metallici preistorici mai rinvenuti in Gran Bretagna. Molti di questi furono scavi abusivi prima che intervenisse il British Museum nel 1998.
Gli oggetti rinvenuti nella zona vengono definiti Il tesoro di Salisbury che originariamente era costituito da oltre 500 oggetti in lega di rame che furono scavati illegalmente del 1985 a Netherhampton. Gli oggetti furono successivamente acquisiti dal British Museum da cercatori e collezionisti. Rimane uno dei tesori più grandi mai trovati in Gran Bretagna ed è praticamente unico nel contenere oggetti dalla prima età del bronzo fino alla tarda età del ferro, molti dei quali sono rari o unici. L'intervallo cronologico degli oggetti in lega di rame inizia dalle asce flangiate risalenti alla fase di lavorazione dei metalli di Arreton della prima età del bronzo (circa 1700-1500 a.C.)
sino alla media-tarda età del ferro (circa 200-100 a.C.). Vi sono asce con incastro, rasoi, scalpelli, ghiere e pugnali delle fasi di lavorazione dei metalli di Acton Park, Taunton e Penard della media età del bronzo (circa 1500-1140 a.C.). Poi asce incassate, punte di lancia, perni, sgorbie semplici e sgorbie incassate, coltelli, ghiere e bottoni delle fasi di lavorazione dei metalli di Wilburton ed Ewart Park della tarda età del bronzo (circa 1140-800 a.C.). Ancora le asce incassate, le sgorbie e i rasoi della fase di lavorazione dei metalli di Llyn Fawr della prima età del ferro (circa 800-600 a.C.) sino ai calderoni in miniatura e agli scudi in miniatura risalenti alla media-tarda età del ferro (circa 200-100 a.C.). Il misterioso "corno per bere" recuperato in scavi successivi a Netherhampton guidati da Ian Stead del British Museum potrebbe anche risalire a quest'ultimo periodo.
A Netherhampton sono stati rinvenuti oggetti che rappresentano quasi ogni secolo del periodo intermedio. Sembra probabile che l'intero gruppo sia stato sepolto insieme nella tarda età del ferro, probabilmente nel primo o secondo secolo a.C. Ciò è estremamente insolito. Batheaston fornisce il parallelo più vicino al tesoro di Salisbury in termini di entità di oggetti risalenti all'età del bronzo. Alcuni degli oggetti dell'età del bronzo di Salisbury avevano più di 2000 anni quando furono sepolti. Questi potrebbero essere stati depositati per la prima volta nell'età del bronzo e in seguito riscoperti da contadini dell'età del ferro e questo perché sarebbero stati oggetti insoliti e non familiari nell'età del ferro e questo spiega l'importanza del tesoro di Salisbury.
Le decime relative all'insediamento di Netherhampton vennero commutate in terreni e in un pagamento in denaro ai sensi di un Enclosure Act ottenuto nel 1783. A lungo fu una curazia annessa alla canonica di Wilton. La chiesa, dedicata a Santa Caterina ha origini antiche. Il primo signore del maniero locale fu il conte di Pembroke.

## Monumenti e luoghi d'interesse
Ci sono alcuni edifici classificati nel territorio di Netherhampton.
- Chiesa di Santa Caterina (in inglese St Catherine's Church). La chiesa di Santa Caterina fu ricostruita, ad eccezione della sua torre del XVIII secolo, nella seconda metà del XIX secolo da William Butterfield. La torre è in mattoni di lega fiamminga con un tetto di scandole, mentre il resto è costruito in pietra calcarea e selce a scacchi sotto un tetto di tegole. All'interno, i banchi e il fonte battesimale ottagonale in pietra sono di Butterworth, e la finestra orientale è di Gibbs. Nella torre campanaria ci sono tre campane. La chiesa parrocchiale anglicana fu costruita a partire dal XII secolo, appartiene alla diocesi di Salisbury e dal 9 marzo 1973 è considerata un monumento classificato di secondo grado per il suo particolare interesse storico e architettonico.[7][8][9][10]
- Netherhampton House. Occupa una posizione centrale nel villaggio. Fu costruita nella seconda metà del XVII secolo per la tenuta Wilton. Si tratta di una casa indipendente con ali posteriori che ha avuto modifiche e aggiunte dei primi del XVIII e del XIX secolo. I tetti sono in pietra e mattoni, con tegole. La pianta è ad L. La facciata anteriore è simmetrica e si sviluppa su 3 piani. Il rivestimento del 1720 è in pietra e mattoni. La porta centrale ha 6 pannelli campati e cornice rustica con chiave di volta, su entrambi i lati ci sono due fasce a 12 pannelli con testa segmentata e chiave di volta. Il primo piano ha una fascia piatta e una nicchia centrale ad arco a tutto sesto con cornice rustica. Il secondo piano ha una fascia piatta e due fasce. Dal 23 marzo 1960 è considerata un monumento classificato di secondo grado.[11][12][13][14]